# Чарльз Файзер
Карл Крістіан Фрідріх Пфіцер (нім. Karl Pfizer Німецька: [kaʁl ˈpfɪtsɐ], більш відомий як Чарльз Файзер (англ. Charles Pfizer [tʃɑːrlzˈfaɪzər]; 22 березня 1824 — 19 жовтня 1906) — німецько-американський бізнесмен і хімік, котрий разом зі своїм двоюрідним братом Чарльзом Ф. Ерхартом в 1849 році заснував фармацевтичну компанію «Файзер» (англ. «Pfizer» [ˈfaɪzər]).